# Violencia en la ciudad
Violencia en la ciudad  es una película en blanco y negro de Argentina dirigida por Enrique de Rosas (hijo) sobre su propio guion escrito en colaboración con Alberto Fonseca que, producida en 1957, nunca fue estrenada comercialmente y que tuvo como protagonistas a Eduardo Rudy,  Noemí Laserre, Marcos Zucker y Sergio Renán. 
La película, que tenía como título alternativo el de Delito en la ciudad, fue excluida en junio de 1957 —un mes después de terminar el rodaje— de los beneficios de la Ley de Promoción del Cine, ocasionando que nunca pudiera ser estrenada comercialmente.

## Reparto
- Eduardo Rudy
- Noemí Laserre
- Marcos Zucker
- Sergio Renán
- Lina Bardo
- Ricardo Trigo (hijo)
- Ana Gryn
- Isidro Fernán Valdez
- Dorys del Valle